# Osteocephalus oophagus
Osteocephalus oophagus é uma espécie de anfíbio da família Hylidae. Pode ser encontrada no Brasil, Colômbia, Guiana e Guiana Francesa.